# 10-я артиллерийская бригада противотанковой обороны
10-я артиллерийская бригада противотанковых орудий - воинское соединение Вооружённых Сил СССР в Великой Отечественной войне.

## История
Бригада сформирована в апреле-июне 1941 года в Прибалтийском особом военном округе в соответствии с Постановлением ЦК ВКП(б) и СНК СССР "О новых формированиях в составе Красной армии" № 1112-459сс от 23 апреля 1941 года. По штату бригада должна была состоять из: 
- управления бригады;
- 2-х артиллерийских полков;
- штабной батареи;
- минно-сапёрного батальона;
- автотранспортного батальона.

при численности в 5322 человека
На вооружении бригады должно было состоять:
- пушек 76-мм образца 1936 года - 48
- пушек 85-мм зенитных - 48
- пушек 107-мм М-60 - 24
- пушек 37-мм зенитных - 16
- крупнокалиберных пулемётов - 12
- ручных пулемётов - 93
- автомобилей грузовых - 584
- автомобилей специальных - 123
- автомобилей легковых - 11
- тракторов артиллерийских - 165

В действующей армии с 22 июня 1941 года по 15 октября 1941 года
На 22 июня 1941 года бригада дислоцировалась в лесах близ Козлова Руда, Домбрава, Повемонь.

## Полное наименование
10-я артиллерийская бригада противотанковых орудий

## Состав бригады
- 653-й артиллерийский полк противотанковых орудий
- 720-й артиллерийский полк противотанковых орудий
- 373-й отдельный минно-сапёрный батальон
- 168-й отдельный автотранспортный батальон

## Подчинение
| Дата               | Фронт (округ)         | Армия      | Корпус | Дивизия | Примечания             |
| ------------------ | --------------------- | ---------- | ------ | ------- | ---------------------- |
| 22.06.1941 года    | Северо-Западный фронт | 11-я армия | -      | -       | -                      |
| 01.07.1941 года    | Северо-Западный фронт | 11-я армия | -      | -       | -                      |
| 10.07.1941 года    | Северо-Западный фронт | 27-я армия | -      | -       | -                      |
| 01.08.1941 года    | Северо-Западный фронт | -          | -      | -       | -                      |
| 01.09.1941 года    | Северо-Западный фронт | -          | -      | -       | -                      |
| 12.09.1941 года    | Резервный фронт       | 31-я армия | -      | -       |                        |
| 13-20.09.1941 года | Западный фронт        | 30-я армия | -      | -       | оперативное подчинение |
| 1.10.1941 года     | Западный фронт        | 30-я армия | -      | -       | оперативное подчинение |

## Командование
- Егоров, Максим Иванович, полковник